# Ezequiel Fernández Langan
Ezequiel Martín Fernández Langan (Buenos Aires, 20 de julio de 1978) es un abogado y político argentino de Propuesta Republicana. Se desempeñó como diputado nacional por la Ciudad Autónoma de Buenos Aires entre 2017 y 2021.

## Biografía
Nació en Buenos Aires en 1978. Estudió derecho en la Universidad del Salvador, graduándose en 2005, y cuenta con la Licenciatura en Contratos del Estado e Infraestructura Pública de la Universidad Austral.
Comenzó su carrera política como asesor de Gabriela Michetti en la Legislatura de la Ciudad Autónoma de Buenos Aires, en 2003. Entre 2005 y 2007, fue presidente de Jóvenes PRO, el ala juvenil de Propuesta Republicana (PRO), en Buenos Aires. Entre 2007 y 2011, fue director general de Políticas de Juventud del Gobierno de la Ciudad de Buenos Aires.
Se postuló para una banca en la Legislatura de la Ciudad en las elecciones legislativas de 2009, siendo el candidato número 17 en la lista del PRO. La lista obtuvo el 31,30% de los votos, no siendo suficiente para que Fernández Langan sea elegido. Posteriormente asumió el cargo en reemplazo de Gerardo Ingaramo, quien falleció en 2011. En 2012 fue nombrado director de Autopistas Urbanas Sociedad Anónima (AUSA), cargo que ocupó hasta 2015. Entre 2015 y 2017, fue subsecretario de Asuntos Electorales del Ministerio del Interior de la Nación, a cargo de Rogelio Frigerio.
En las elecciones legislativas de 2017, se postuló a diputado nacional, siendo el duodécimo candidato en la lista Cambiemos Buenos Aires en la Provincia de Buenos Aires. La lista fue la más votada en las elecciones generales, con el 42,15% de los votos, y Fernández Langan resultó elegido.
Integra como vocal las comisiones de Combustibles y Energía; de Derechos del Consumidor, del Usuario y de la Competencia; de Ecología; de Asuntos Electorales; y de Comunicaciones. Se opuso a la legalización del aborto en Argentina, votando en contra de los dos proyectos de ley de Interrupción Voluntaria del Embarazo que fueron debatidos por el Congreso argentino en 2018 y 2020.